# سيكلامات الصوديوم
سيكلامات صوديوم مركب كيميائي له الصيغة Na(C6H11NHSO2O) ، استخدم سابقاً في اليابان من ضمن المحليات الصناعية، حتى منع في عام 1969، حيث أن استقلابه يقود إلى مواد مسرطنة.